# Near sound data transfer
Near Sound Data Transfer (NSDT) est une technologie de transaction mobile fondée sur le son, développée et brevetée par TagPay depuis 2005. Le NSDT utilise une signature électronique permettant des transactions sécurisées en utilisant un mot de passe unique via le canal auditif. Étant donné que tous les appareils mobiles ont un canal audio (haut-parleur et microphone) intégré, cette technologie est compatible avec tous les téléphones mobiles utilisés dans le monde. 

## Applications
Le NSDT est principalement utilisé pour les transactions bancaires mobiles via le logiciel bancaire Tagpay.   
Aujourd'hui, NSDT est utilisé dans le paiement mobile ou encore l'ouverture sécurisée de portes. Elle permet aussi une authentification sur un site web (facture, commerce en ligne) ou un contrôle d’accès physique (retrait d'argent à un distributeur). 
Le premier marché visé est celui des pays émergents qui ont besoin de systèmes visant à sécuriser les transactions bancaires.

## Technologie concurrente
Le NSDT entre en concurrence direct avec la communication en champ proche (NFC), technologie promue en France par Cityzi qui regroupe les opérateurs mobiles.